# Bernadette Tokwaulu Aena
Bernadette Tokwaulu Aena, née le 28 avril 1961 dans l'ancienne Stanleyville, est une personnalité politique congolaise. Elle est connue pour avoir été l’une des rares femmes à occuper une haute fonction à la direction managériale de la SNEL.

## Parcours
Bernadette Tokwaulu Aena est la fille d'Emmanuel Tokwaulu Batale, ancien ambassadeur du Zaïre au Mozambique, mort en octobre 1986 dans le crash de l'avion de Samora Machel, alors Président du Mozambique sous le régime du dictateur Mobutu,. Elle est juriste de formation de l'université de Lille et commence en 1984 sa carrière professionnelle à la Société Nationale d’Électricité, elle gravit peu à peu les échelons pour y devenir, de 2007 à 2016, administratrice générale adjointe.    
Mère de trois enfants sans être mariée, elle déclare tirer grand profit de son état-civil tout le long de son parcours professionnel car pour elle, la présence d'un mari à ses côtés aurait été un freinage indubitable mais elle trouve mal que certaines femmes accèdent à de hautes fonctions loin du modèle méritocratique.

« Une femme célibataire ne se regarde pas dans le miroir d’un homme. Un homme n’est pas une priorité pour moi, sinon je me serais mariée. Quand vous êtes une femme célibataire, votre vie tourne autour de vous-même et de vos enfants. Quand vous êtes une femme mariée, votre vie tourne autour de votre mari et de vos enfants. Moi, je pense que je ne pourrais pas être une femme mariée. Je suis du genre rentrer du travail et m’installer devant la télévision…. »

— Comme si rien qu’avec un sourire et une paire des talons, on peut arriver à tout (…)  Des femmes PDG qui sont encore aux bancs de l’école essayant d’attraper tardivement un diplôme…

### Parcours politique
Ancien membre de l'AMP, Bernadette Tokwaulu manifeste dès 2014 son opposition à la révision de la Constitution permettant à Joseph Kabila de briguer un 3e mandat. Envoyée à l'Agence Nationale de Renseignements, Bernadette Tokwaulu affirme malgré tout ses positions, et en 2015, elle quitte la majorité présidentielle. Désormais dans l'opposition, elle parvient en octobre 2017, à déjouer les services de sécurité présents au Fleuve Hôtel de Kinshasa pour délivrer son message "Stop Kabila" auprès de Nikki Haley, ambassadrice des Etats-Unis auprès des Nations Unies. 
En octobre 2022, elle fait irruption dans la salle du Palais du Peuple abritant les travaux préparatoires de la Pré-COP27, interpellant John Kerry et les autres participants pour leur inaction face à la situation à l'est du pays, avant de quitter la salle sous les ovations de l'auditoire. En décembre 2022, face au risque de « Balkanisation » du pays avec les accords « obscurs » de Luanda et Nairobi signés par le Président Félix Tshisekedi et au « pourrissement » du pays, Bernadette Tokwaulu Aena annonce sa candidature à l'élection présidentielle de décembre 2023.

### Ecrivain
Bernadette Tokwaulu est notamment autrice de l'œuvre « Joseph Kabila, un pari fou »,.